# Клаймер, Бен
Бен Клаймер (англ. Ben Clymer; 11 апреля 1978, Блумингтон, Миннесота, США) — профессиональный американский хоккеист, правый нападающий и защитник. Основную часть карьеры провёл в клубе НХЛ «Тампа Бэй Лайтнинг». Завершил карьеру игрока в 2011 году из-за травмы колена.

## Карьера
На драфте НХЛ 1997 года выбран во 2 раунде под общим 27 номером командой «Бостон Брюинз». 2 октября 1999 года как свободный агент подписал контракт с «Тампой Бэй Лайтнинг». 8 августа 2005 года как неограниченно свободный агент подписал контракт с «Вашингтон Кэпиталз». В 2008—2009 годах выступал в КХЛ за минское «Динамо». Участник матча всех звезд КХЛ 2009. В 2009—2010 годах выступал в чемпионате Германии за «ЕРК Ингольштадт».
В составе сборной США участник чемпионата мира 2000 года; серебряный призёр молодёжного чемпионата мира 1997.

## Награды
- Обладатель Кубка Стэнли, 2004 («Тампа Бэй Лайтнинг»)

## Статистика
```
                                            --- Regular Season ---  ---- Playoffs ----
Season   Team                        Lge    GP    G    A  Pts  PIM  GP   G   A Pts PIM
--------------------------------------------------------------------------------------
1995-96  Rochester Mustangs          USHL   10    2    8   10   20
1996-97  U. of Minnesota             NCAA   29    7   13   20   64
1997-98  U. of Minnesota             NCAA    1    0    0    0    2
1998-99  Seattle Thunderbirds        WHL    70   12   44   56   93  11   1   5   6  12
1999-00  Detroit Vipers              IHL    19    1    9   10   30  --  --  --  --  --
1999-00  Tampa Bay Lightning         NHL    60    2    6    8   87  --  --  --  --  --
2000-01  Detroit Vipers              IHL    53    5    8   13   88  --  --  --  --  --
2000-01  Tampa Bay Lightning         NHL    23    5    1    6   21  --  --  --  --  --
2001-02  Tampa Bay Lightning         NHL    81   14   20   34   36  --  --  --  --  --
2002-03  Tampa Bay Lightning         NHL    65    6   12   18   57  11   0   2   2   6
2003-04  Tampa Bay Lightning         NHL    66    2    8   10   50   5   0   0   0   0
2004-05  Biel                        Swiss  19   12   13   25   30
2005-06  Washington Capitals         NHL    77   16   17   33   72  --  --  --  --  --
2006-07  Washington Capitals         NHL    66    7   13   20   44
2008-09  HC-Dynamo Minsk             KHL    50    4   14   18   85
--------------------------------------------------------------------------------------
         NHL Totals                        438   52   77  129  367  16   0   2   2   6
         KHL Totals                         50    4   14   18   85

```